# Ledipasvir/sofosbuvir
Ledipasvir/Sofosbuvir (denumire comercială Harvoni) este o combinație în doză fixă a două medicamente: Ledipasvir, un inhibitor NS5A al virusului hepatic C și Sofosbuvir, un inhibitor analog nucleotidic al polimerazei NS5B HCV, indicat în tratamentul hepatitei C cronice la adulți, genotipurile 1,4,5,6. 
Medicamentul a fost aprobat în luna octombrie 2014 și este primul medicament pentru hepatită C aprobat de către FDA din S.U.A. care nu necesită administrarea cu interferon ori ribavirină.
Studiile clinice care au evaluat eficacitatea medicamentului au arătat rate de răspuns virusologic (SVR) de peste 90%. În studiile clinice efectuate au fost incluși pacienți care nu au fost tratați anterior sau care nu au răspuns la tratamentele anterioare, incluzând și pacienți cu ciroză. 
Tratamentul cu Ledipasvir/Sofosbuvir se inițiază și monitorizează de către un medic cu experiență în tratarea pacienților cu hepatită cronică cu virus C.

## Forma de prezentare
Comprimate filmate, fiecare comprimat conține 90mg Ledipasvir și 400mg Sofosbuvir.

## Efecte adverse
În studiile clinice efectuate, reacțiile adverse cele mai frecvent raportate de către pacienți au fost oboseala și cefaleea. Oseltamivir este un medicament care poate fi utilizat pentru a trata și preveni gripa cauzată de virusurile gripale A și B. Acesta poate fi administrat sub formă de pilulă sau lichid și este recomandat, de obicei, persoanelor care prezintă un risc ridicat de complicații. Cu toate acestea, există unele dezbateri cu privire la eficiența sau nu a acestuia. Efectele secundare frecvente includ vărsături, diaree, dureri de cap și probleme de somn. Femeile însărcinate îl pot lua, dar este posibil să aibă nevoie de o doză diferită. A fost aprobat pentru prima dată pentru utilizare în SUA în 1999, iar o versiune generică este disponibilă din 2016.